# Dina Asher-Smith
Geraldina Rachel (Dina) Asher-Smith (Orpington, 4 december 1995) is een Brits sprintster, die gespecialiseerd is in de 100 en de 200 m. Op beide afstanden werd zij in 2018 Europees kampioene en daarnaast is zij Brits recordhoudster op de 100 m en 200 m en op de 60 m indoor. Bovendien werd zij in 2019 wereldkampioene op de 200 m. Ze nam tweemaal deel aan de Olympische Spelen en won hierbij twee bronzen medailles.

## Biografie

### Eerste successen als scholiere en als junior
Asher-Smith ontwikkelde haar voorliefde voor het hardlopen al op de lagere school. Later, als tiener, won zij tijdens de Engelse schoolkampioenschappen op de 200 m de titel zowel bij de scholieren onder de vijftien (in 2010), als onder de zeventien (in 2011) en onder de twintig jaar (in 2013). Intussen had zij in 2012 ook al deelgenomen aan de wereldkampioenschappen voor junioren in Barcelona en was daar op de 200 m zevende geworden in 23,50 s, een PR-prestatie.
Al gauw volgden de eerste grote successen. In 2013 veroverde Asher-Smith op de Europese kampioenschappen U20 in Rieti de titel op de 200 m, een jaar later gevolgd door het goud op de 100 m tijdens de WK U20 in Eugene. 

### Britse records
Haar eerste internationale succes op het hoogste niveau, bij de senioren, was een bronzen medaille op de 4 x 100 m tijdens de wereldkampioenschappen van 2013 in Moskou, samen met Annabelle Lewis, Ashleigh Nelson and Hayley Jones. In 2015 liep Asher-Smith naar het zilver op de 60 m tijdens de Europese indoorkampioenschappen in Praag. In de finale evenaarde zij met een tijd van 7,08 s het Britse record van Jeanette Kwakye uit 2008. In datzelfde jaar liep Asher-Smith naar de vijfde plaats in de finale van de 200 m op de WK in Peking. In deze door Dafne Schippers gewonnen race in de Europese recordtijd van 21,63 betekende haar 22,07 opnieuw een Brits record.  

### Europees kampioene
Eén jaar later behaalde Asher-Smith haar eerste internationale titel: tijdens de Europese kampioenschappen in Zürich was Asher-Smith de snelste op de 200 m. Later dat jaar nam zij deel aan de Olympische Spelen in Rio de Janeiro. Samen met Asha Philip, Desiree Henry en Daryll Neita liep Asher-Smith naar de bronzen medaille op de 4 x 100 m. Individueel eindigde Asher-Smith als vijfde op de 200 m.
Op de EK van 2018 in Berlijn behaalde Asher-Smith drie Europese titels. Individueel was ze de snelste op zowel de 100 als de 200 m. Met een tijd van 21,89 was ze meteen ook de eerste Britse atlete die onder de 22 seconden-grens kon geraken. Samen met Asha Philip, Imani Lansiquot en Bianca Williams liep Asher-Smith ook nog naar een derde Europese titel op het estafettenummer. Omwille van deze prestaties werd ze door de EAA uitgeroepen tot Europese atlete van het jaar. 

## Titels
- Wereldkampioene 200 m - 2019
- Europees kampioene 100 m - 2018, 2024
- Europees kampioene 200 m - 2016, 2018
- Europees kampioene 4 × 100 m - 2018, 2024
- Gemenebestkampioene 4 × 100 m - 2018
- Brits kampioene 100 m - 2015, 2018, 2019, 2021
- Brits kampioene 200 m - 2016
- Brits indoorkampioene 60 m - 2015
- Brits indoorkampioene 200 m - 2014
- Wereldkampioene U20 100 m - 2014
- Europees kampioene U20 200 m - 2013
- Europees kampioene U20 4 × 100 m - 2013

## Persoonlijke records
Outdoor
| Afstand   | Prestatie              | Datum             | Plaats         |
| --------- | ---------------------- | ----------------- | -------------- |
| 100 m     | 10,83 s (+0,1 m/s)(NR) | 29 september 2019 | Doha           |
| 200 m     | 21,88 s (+0,9 m/s)(NR) | [2 oktober 2019   | Doha           |
| 300 m     | 39,40 s                | 8 augustus 2010   | Bromley        |
| 400 m     | 53,49 s                | 5 april 2014      | Lee Valley     |
| 4 x 100 m | 41,77 s                | 19 augustus 2016  | Rio de Janeiro |

Indoor
| Afstand | Prestatie   | Datum            | Plaats     |
| ------- | ----------- | ---------------- | ---------- |
| 60 m    | 7,03 s (NR) | 25 februari 2023 | Birmingham |
| 200 m   | 23,15 s     | 2 maart 2014     | Sheffield  |
| 300 m   | 40,31 s     | 9 januari 2011   | Lee Valley |

## Palmares

### 60 m
- 2015:  EK indoor - 7,08 s (NR)
- 2016: DNS in de finale WK indoor

### 100 m
- 2014:  WK U20 - 11,23 s
- 2015:  Britse kamp. - 11,08 s
- 2018:  Britse kamp. - 10,97 s
- 2018:  EK - 10,85 s
- 2019:  WK - 10,83 s (NR)
- 2021:  FBK Games - 10,92 s
- 2021: 3e in ½ fin. OS - 11,05 s
- 2022: 4e WK - 10,83 s
- 2024:  EK - 10,99 s

Diamond League-overwinningen
- 2018:  Stockholm Bauhaus Athletics - 10,93 s

### 200 m
- 2012: 7e WK U20 - 23,50 s
- 2013:  EK U20 - 23,29 s
- 2014: DNF in fin. EK (in ½ fin. 22,61 s)
- 2015: 5e WK - 22,07 s (NR)
- 2016:  Britse kamp. - 23,11 s
- 2016:  EK - 22,37 s
- 2016: 5e OS - 22,31 s
- 2017: 4e WK - 22,22 s
- 2018:  EK - 21,89 s (NR)
- 2018:  Gemenebestspelen - 22,29 s
- 2019:  WK - 21,88 s (NR)
- 2022:  WK - 22,02 s

Diamond League-overwinningen
- 2016:  Stockholm Bauhaus Athletics - 22,72 s
- 2019:  Qatar Athletic Super Grand Prix - 22,26 s (+1,1 m/s)
- 2019:  Stockholm Bauhaus Athletics - 22,18 s (+1,3 m/s)

### 4 × 100 m
- 2013:  WK - 42,87 s
- 2015: 4e WK - 42,10 s
- 2016:  OS - 41,77 s (NR)
- 2016:  EK - 42,45 s
- 2017:  WK - 42,12 s
- 2018:  Gemenbestspelen - 42,46 s
- 2018:  EK - 41,88 s
- 2019:  WK - 41,85 s
- 2021:  OS - 41,88 s (in serie 41,55 s = NR)
- 2024:  EK - 41,91 s

Diamond League-overwinningen
- 2013:  London Grand Prix - 42,69 s
- 2016:  London Grand Prix - 41,81 s
- 2018:  Weltklasse Zürich - 42,28 s

## Onderscheidingen
- Europees atlete van het jaar - 2018

1983 Marita Koch ·
1987 Silke Gladisch ·
1991 Katrin Krabbe ·
1993 Merlene Ottey ·
1995 Merlene Ottey ·
1997 Zjanna Block ·
1999 Inger Miller ·
2001 Debbie Ferguson ·
2003 Anastasia Kapatsjinskaja ·
2005 Allyson Felix ·
2007 Allyson Felix ·
2009 Allyson Felix ·
2011 Veronica Campbell-Brown ·
2013 Shelly-Ann Fraser-Pryce ·
2015 Dafne Schippers ·
2017 Dafne Schippers ·
2019 Dina Asher-Smith ·
2022 Shericka Jackson ·
2023 Shericka Jackson